# Aquilegia eximia
Espèce
Synonymes
Aquilegia fontinalis J. T. Howell
Classification phylogénétique
Aquilegia eximia est une espèce de plantes à fleurs de la famille des Ranunculaceae. C'est une ancolie endémique à la Californie.

## Description
Aquilegia eximia est une plante vivace d'une hauteur maximale de 1,5 mètre. Les feuilles inférieures sont segmentées en folioles oblongs de 4 à 5 centimètres. Les feuilles supérieures ne sont pas segmentées, mais peuvent être profondément lobées.
Chaque tige porte une seule fleur qui est composée de cinq sépales aplatis de couleur rouge à rouge-orange et de cinq pétales vides, en forme d'éperon, de couleur rouge-orange à l'extérieur et orange pâle à jaune à l'intérieur. Les pétales mesurent jusqu'à 4 centimètres de long, et leur ouverture fait moins de 1 centimètre de diamètre. Sépales et pétales sont généralement dressés en l'air, à l'opposé des cinq carpelles et des multiples fines étamines, qui sont orientés vers le sol.
Les feuilles, les pétioles, les bourgeons et les fleurs sont très collants.

## Écologie

### Habitat et répartition
A. eximia est endémique à la Californie, où elle croît dans les endroits humides le long de la côte.

### Moyen de défense indirecte
Comme mentionné ci-dessus, les parties aériennes de A. eximia sont collantes. Pour cette raison, de nombreux arthropodes se retrouvent englués et meurent sur la plante, leurs cadavres s'accumulant. D'autres espèces d'insectes omnivores, nécrophages ou prédatrices, et d'araignées y vivent et se nourrissent de ces cadavres. Il s'agirait d'un mode de défense indirect via lequel les prédateurs attirés par les organismes englués protégeraient la plante de ses ennemis phytophages.